# Lignotubero

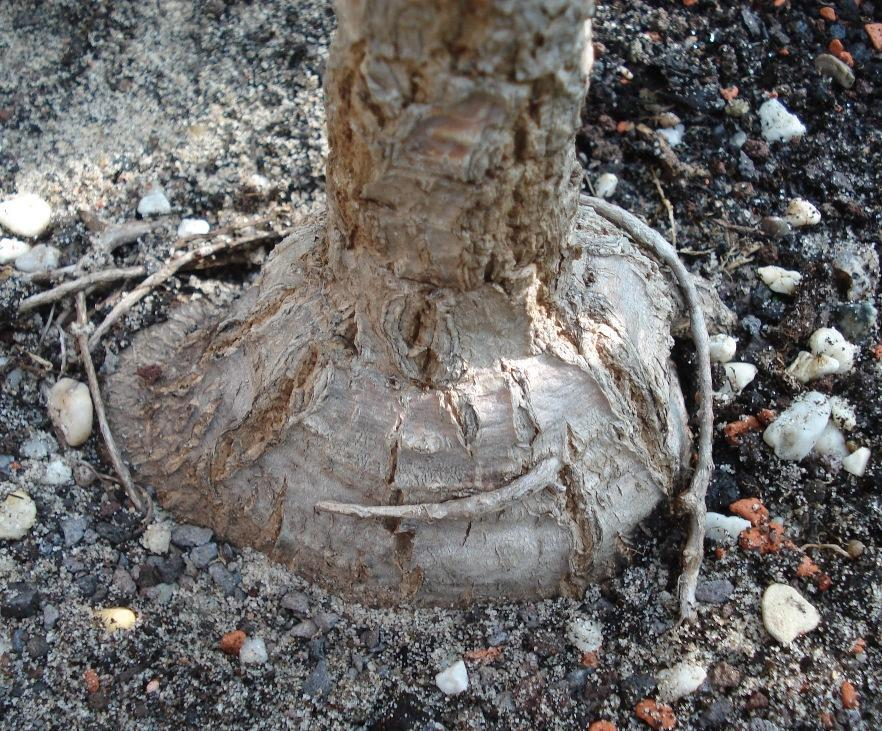
Lignotubero di Cussonia paniculata parzialmente emergente dal suolo

Un lignotubero è un rigonfiamento legnoso della corona della radice posseduto da alcune piante come protezione contro la distruzione dello stelo da eventi come, ad esempio, incendi. La corona contiene gemme, dalle quali può germogliare un nuovo stelo, come anche amido che può sostenere un periodo di crescita in assenza di fotosintesi.
Tra le piante che possiedono lignotuberi vi sono l'Eucalyptus marginata, la maggior parte di alcune specie di eucalipto e molte specie di Banksia. I lignotuberi si sviluppano dalle gemme cotiledonarie nelle piantine di molte specie di querce, tra le quali la sughera, ma non in tutte le specie di quercia e non compaiono negli alberi di sughera che hanno raggiunto la maturità.
Molte piante dotate di lignotubero crescono in ambienti coperti di arbusti (macchia), ma con molti steli che emergono dal loro lignotubero. Tale ambiente viene descritto come "macchia lignotuberosa".